# Handball-FDGB-Pokal 1979/80 (Frauen)
Der Handball-FDGB-Pokal der Frauen wurde mit der Saison 1979/80 zum 10. Mal ausgetragen. Beim Endrunden-Turnier in Frankfurt (Oder) errang der TSC Berlin seinen vierten Titel in Folge aufgrund der besseren Tordifferenz gegenüber dem Gastgeber ASK Vorwärts Frankfurt. Durch das Double von Meisterschaft und Pokalsieg des TSC, sicherten sich die Frankfurterinnen mit dem zweiten Platz, die Teilnahme am Europapokal der Pokalsieger.

## Teilnehmende Mannschaften
Für den FDGB-Pokal hatten sich folgende 40 Mannschaften qualifiziert:
| DDR-Oberliga die 10 Vereine der Saison 1979/80 | DDR-Liga die 20 Vereine der Saison 1979/80 | Bezirkspokalvertreter die 10 Vereine aus der Saison 1978/79 |
| - TSC Berlin (TV) - SC Leipzig - SC Empor Rostock - SC Magdeburg - ASK Vorwärts Frankfurt/O. - BSG Post Magdeburg - TSG Wismar - BSG Halloren Halle - BSG Einheit/Sirokko Neubrandenburg - BSG Sachsenring Zwickau (TV) – Titelverteidiger | Staffel Nord - BSG Chemie “W.-P.-St.” Guben - BSG Lokomotive Rangsdorf - TSG Calbe - BSG Chemie PCK Schwedt - BSG Empor Brandenburger Tor - BSG Lokomotive Wittenberge - HSG PH Magdeburg - BSG Fortschritt Cottbus - ASK Vorwärts Frankfurt/O. II - BSG Stahl Blankenburg Staffel Süd - BSG Umformtechnik Erfurt - BSG Fortschritt Weißenfels - BSG Empor Dresden-Mitte - BSG Wismut Schneeberg - BSG Lokomotive Dresden - HSG DHfK Leipzig - BSG Motor Schönau - BSG Einheit-Empor Zerbst - BSG Chemie Piesteritz - BSG Traktor Lommatzsch | - Bezirk Rostock BSG FIKO Rostock - Bezirk Schwerin BSG Aufbau Boizenburg - Ost-Berlin BSG EAW Treptow - Bezirk Frankfurt (Oder) BSG Halbleiterwerk Frankfurt/O. - Bezirk Magdeburg BSG Lokomotive Stendal - Bezirk Leipzig BSG Turbine Leipzig - Bezirk Cottbus BSG Aktivist Schwarze Pumpe - Bezirk Karl-Marx-Stadt BSG Wismut Aue - Bezirk Erfurt BSG Finanzen Gotha - Bezirk Gera BSG Fortschritt Pößneck Der jeweilige Vertreter der Bezirke Neubrandenburg, Potsdam, Halle, Dresden und Suhl konnte sich nicht über Qualifikationsspiele für den Handball-FDGB-Pokal 1979/80 qualifizieren. |

## Modus
In der ersten und zweiten Hauptrunde, die im K.-o.-System ausgespielt wurde, nahmen die Mannschaften aus der Handball-DDR-Liga und die qualifizierten Bezirkspokalvertreter teil. In beiden Runden hatten die Bezirksvertreter Heimvorteil gegenüber den DDR-Liga-Mannschaften. Im K.-o.-System wurden Spiele bei unentschiedenem Ausgang sofort im 7-Meter-Werfen entschieden. Ab der dritten Hauptrunde gab es Hin- und Rückspiele und die zehn Mannschaften aus der Handball-DDR-Oberliga kamen dazu und wurden den Siegern der 2. Hauptrunde zugelost. In den ersten drei Runden wurde möglichst nach territorialen Gesichtspunkten gelost. In der vierten Hauptrunde wurden die fünf bestplatzierten Mannschaften der abgelaufenen Oberligasaison so gesetzt, dass sie nicht aufeinandertrafen. Nach dieser Runde ermittelten dann die letzten fünf Mannschaften in einem Endrunden-Turnier den Pokalsieger.

## 1. Hauptrunde
| Datum            |                          | Ergebnis |                              |
| ---------------- | ------------------------ | -------- | ---------------------------- |
| Sa 10.11., 16:00 | BSG FIKO Rostock         | 14:80    | BSG Turbine Leipzig          |
| Sa 10.11., 16:00 | BSG Finanzen Gotha       | 07:11    | TSG Calbe                    |
| Sa 10.11., 16:00 | BSG Aufbau Boizenburg    | 11:13    | BSG Lokomotive Wittenberge   |
| Sa 10.11., 16:00 | BSG Wismut Aue           | 09:11    | BSG Lokomotive Dresden       |
| Sa 10.11., 16:00 | BSG Lokomotive Stendal   | 14:15    | BSG Empor Brandenburger Tor  |
| Sa 10.11., 16:00 | BSG Lokomotive Rangsdorf | 14:90    | BSG Chemie Piesteritz        |
| Sa 10.11., 16:00 | BSG Stahl Blankenburg    | 07:10    | BSG Fortschritt Weißenfels   |
| Sa 10.11., 16:00 | BSG Einheit-Empor Zerbst | 19:90    | HSG PH Magdeburg             |
| Sa 10.11., 16:00 | HSG DHfK Leipzig         | 16:14    | BSG Umformtechnik Erfurt     |
| Sa 10.11., 17:30 | BSG EAW Treptow          | 20:25    | ASK Vorwärts Frankfurt/O. II |

## 2. Hauptrunde
| Datum            |                                 | Ergebnis      |                              |
| ---------------- | ------------------------------- | ------------- | ---------------------------- |
| Sa 16.02., 16:00 | BSG Halbleiterwerk Frankfurt/O. | 17:22         | BSG Chemie PCK Schwedt       |
| Sa 16.02., 16:00 | TSG Calbe                       | 11:50         | BSG Fortschritt Pößneck      |
| Sa 16.02., 16:00 | ASK Vorwärts Frankfurt/O. II    | 12:90         | BSG Fortschritt Cottbus      |
| Sa 16.02., 16:00 | BSG Lokomotive Rangsdorf        | [ H2 1 ]      | BSG Aktivist Schwarze Pumpe  |
| Sa 16.02., 16:00 | BSG Empor Dresden-Mitte         | 14:17         | BSG Chemie “W.-P.-St.” Guben |
| Sa 16.02., 16:00 | BSG Lokomotive Wittenberge      | 09:13         | BSG FIKO Rostock             |
| Sa 16.02., 16:00 | BSG Fortschritt Weißenfels      | 22:14         | BSG Motor Schönau            |
| Sa 16.02., 16:00 | BSG Lokomotive Dresden          | 12:80         | BSG Wismut Schneeberg        |
| Sa 16.02., 16:00 | BSG Empor Brandenburger Tor     | 16:15 nach 7m | BSG Einheit/Empor Zerbst     |
| Sa 16.02., 16:00 | BSG Traktor Lommatzsch          | 09:13         | HSG DHfK Leipzig             |

1. ↑  Lokomotive Rangsdorf zog kampflos in die 3. Hauptrunde ein

## 3. Hauptrunde
| Datum                       |                              | Gesamt |                                    | Hinspiel | Rückspiel |
| --------------------------- | ---------------------------- | ------ | ---------------------------------- | -------- | --------- |
| Fr 04. April / So 13. April | TSG Calbe                    | 27:58  | SC Magdeburg                       | 14:28    | 13:30     |
| Fr 04. April / So 13. April | BSG Fortschritt Weißenfels   | 22:23  | BSG Halloren Halle                 | 11:11    | 11:12     |
| Fr 04. April / So 13. April | ASK Vorwärts Frankfurt/O. II | 19:38  | TSC Berlin                         | 13:13    | 06:25     |
| Fr 04. April / So 13. April | BSG Lokomotive Rangsdorf     | 26:30  | BSG Post Magdeburg                 | 15:18    | 11:12     |
| Fr 04. April / So 13. April | BSG Chemie “W.-P.-St.” Guben | 17:53  | ASK Vorwärts Frankfurt/O.          | 08:21    | 09:32     |
| Fr 04. April / So 13. April | BSG Chemie PCK Schwedt       | 21:27  | BSG Einheit/Sirokko Neubrandenburg | 07:10    | 14:17     |
| Fr 04. April / So 13. April | BSG FIKO Rostock             | 16:64  | SC Empor Rostock                   | 09:31    | 07:33     |
| Fr 04. April / So 13. April | BSG Empor Brandenburger Tor  | 18:32  | TSG Wismar                         | 12:19    | 06:13     |
| Fr 04. April / So 13. April | BSG Lokomotive Dresden       | 23:24  | BSG Sachsenring Zwickau            | 09:10    | 14:14     |
| Fr 04. April / So 13. April | HSG DHfK Leipzig             | 18:53  | SC Leipzig                         | 08:25    | 10:28     |

## 4. Hauptrunde
| Datum                       |                           | Gesamt |                                    | Hinspiel | Rückspiel |
| --------------------------- | ------------------------- | ------ | ---------------------------------- | -------- | --------- |
| So 20. April / Sa 26. April | TSC Berlin                | 48:13  | BSG Post Magdeburg                 | 28:60    | 20:70     |
| So 20. April / Sa 26. April | ASK Vorwärts Frankfurt/O. | 38:17  | BSG Halloren Halle                 | 22:10    | 16:70     |
| So 20. April / Sa 26. April | SC Magdeburg              | 33:23  | TSG Wismar                         | 16:12    | 17:11     |
| So 20. April / Sa 26. April | SC Empor Rostock          | 50:20  | BSG Einheit/Sirokko Neubrandenburg | 26:70    | 24:13     |
| So 20. April / Sa 26. April | SC Leipzig                | 54:22  | BSG Sachsenring Zwickau            | 36:90    | 18:13     |

## Endrunde
Die Endrunde fand vom 30. April bis 4. Mai 1980 in der Ernst-Kamieth-Halle von Frankfurt (Oder) statt.

### Spiele
1. Spieltag:
| Datum            |                           | Ergebnis |                  |
| ---------------- | ------------------------- | -------- | ---------------- |
| Mi 30.04., __:__ | SC Leipzig                | 15:15    | SC Magdeburg     |
| Mi 30.04., __:__ | ASK Vorwärts Frankfurt/O. | 12:13    | SC Empor Rostock |
| Spielfrei:       | TSC Berlin                |          |                  |

2. Spieltag:
| Datum            |                           | Ergebnis |              |
| ---------------- | ------------------------- | -------- | ------------ |
| Do 01.05., __:__ | TSC Berlin                | 20:11    | SC Magdeburg |
| Do 01.05., __:__ | ASK Vorwärts Frankfurt/O. | 16:10    | SC Leipzig   |
| Spielfrei:       | SC Empor Rostock          |          |              |

3. Spieltag:
| Datum            |                  | Ergebnis |                           |
| ---------------- | ---------------- | -------- | ------------------------- |
| Fr 02.05., __:__ | TSC Berlin       | 14:16    | ASK Vorwärts Frankfurt/O. |
| Fr 02.05., __:__ | SC Empor Rostock | 13:16    | SC Leipzig                |
| Spielfrei:       | SC Magdeburg     |          |                           |

4. Spieltag:
| Datum            |                           | Ergebnis |              |
| ---------------- | ------------------------- | -------- | ------------ |
| Sa 03.05., __:__ | SC Empor Rostock          | 22:18    | SC Magdeburg |
| Sa 03.05., __:__ | TSC Berlin                | 20:17    | SC Leipzig   |
| Spielfrei:       | ASK Vorwärts Frankfurt/O. |          |              |

5. Spieltag:
| Datum            |                           | Ergebnis |                  |
| ---------------- | ------------------------- | -------- | ---------------- |
| So 04.05., __:__ | ASK Vorwärts Frankfurt/O. | 16:15    | SC Magdeburg     |
| So 04.05., __:__ | TSC Berlin                | 21:13    | SC Empor Rostock |
| Spielfrei:       | SC Leipzig                |          |                  |

### Abschlusstabelle
| Pl. | Verein                    | Sp. | S | U | N | Tore    | Diff. | Punkte |
| --- | ------------------------- | --- | - | - | - | ------- | ----- | ------ |
| 1.  | TSC Berlin                | 4   | 3 | 0 | 1 | 075:570 | +18   | 06:20  |
| 2.  | ASK Vorwärts Frankfurt/O. | 4   | 3 | 0 | 1 | 060:520 | +8    | 06:20  |
| 3.  | SC Empor Rostock          | 4   | 2 | 0 | 2 | 061:670 | −6    | 04:40  |
| 4.  | SC Leipzig                | 4   | 1 | 1 | 2 | 058:640 | −6    | 03:50  |
| 5.  | SC Magdeburg              | 4   | 0 | 1 | 3 | 059:730 | −14   | 01:70  |

Platzierungskriterien: 1. Punkte – 2. Tordifferenz – 3. geschossene Tore

### FDGB-Pokalsieger
| 1.                  | TSC Berlin |
| ------------------- | --- |
| Logo vom TSC Berlin | - Tor: Renate Rudolph, Ursula Müller - Feldspieler: Sabine Fritz (6/–), Magrit Jirsch, Adelheid Zwillich (2/–), Roswitha Krause (6/–), Kristina Richter (18/6), Eveline Apler (3/–), Marion Tietz (9/–), Evelyn Matz (21/–), Sigrun Unger (2/–), Eveline Geyer, Gabriele Koch (7/3), Teichert, Schmidt – (Tore/7 m) - Trainer: Kurt Lauckner |

### Torschützenliste
Torschützenkönigin des Endturniers wurde Katrin Krüger vom ASK Vorwärts Frankfurt/O. mit 34 Toren.
|     | Spieler          | Verein                    | Tore / 7m |
| --- | ---------------- | ------------------------- | --------- |
| 01. | Katrin Krüger    | ASK Vorwärts Frankfurt/O. | 34 / 12   |
| 02. | Evelyn Matz      | TSC Berlin                | 21 / 0–   |
| 03. | Kornelia Kunisch | SC Magdeburg              | 20 / 06   |
| 03. | Sabine Röther    | SC Empor Rostock          | 20 / 08   |
| 05. | Erika Seering    | SC Empor Rostock          | 19 / 06   |
| 06. | Kristina Richter | TSC Berlin                | 18 / 06   |
| 07. | Petra Uhlig      | SC Leipzig                | 15 / 05   |